# Eckart von Bonin
Eckart von Bonin (* 13. Oktober 1854 in Wulfflatzke; † 30. Oktober 1912 in Neustettin) war Landrat, Rittergutsbesitzer und Mitglied des Deutschen Reichstags.

## Leben

### Herkunft
Eckart von Bonin stammte aus der pommerschen uradligen Familie von Bonin. Seine Eltern waren Hugo von Bonin (* 1829; † 1893), Rittergutsbesitzer und Mitglied des Preußischen Herrenhauses, und dessen Ehefrau Johanna Laura Cäcillie Luice Elisabeth von Bonin (* 1829; † 1903).

### Werdegang
Eckart von Bonin besuchte das Fürstin-Hedwig-Gymnasium in Neustettin und die Universitäten Heidelberg, Tübingen, Greifswald und Berlin, wo er Jura und Cameralia studierte. Er war ab 1875 Mitglied des Corps Saxo-Borussia Heidelberg. Ab Oktober 1877 war er Referendar und ab 1883 Regierungsassessor. Im November 1883 übernahm er die Verwaltung des Landratsamts des Kreises Löbau mit Sitz in Neumark. Er war auch Mitglied des Westpreußischen Provinziallandtages, stellvertretendes Mitglied des Provinzial-Ausschusses, stellvertretender Direktor des Verbandes der landwirtschaftlichen Genossenschaften in Westpreußen und Vorsitzender des Aufsichtsrats verschiedener landwirtschaftlicher Genossenschaften. Ab 1894 war er Besitzer des väterlichen Gutes Vangerow im Kreis Neustettin in Pommern. Ab 24. September 1899 war er Landrat des Kreises Neustettin. Dieses Amt übte er bis zu seinem Tode 1912 aus. 1912 wurde er noch in den Pommerschen Provinziallandtag gewählt.
Von 1898 bis 1903 war er Mitglied des Deutschen Reichstags für den Reichstagswahlkreis Regierungsbezirk Marienwerder 2 (Rosenberg (Westpr.), Löbau) und die Deutsche Reichspartei.

### Ehen und Nachkommen
Er war zweimal verheiratet. Am 20. Februar 1883 heiratete er in Berlin Jenny von Heineccius (* 28. September 1857; † 22. April 1885) Tochter des Generalmajors Benno von Heineccius. Das Paar hatte einen Sohn:
- Hans Henning Konstanz Fürchtegott (* 10. Januar 1884; † 24. August, 1914)

Nach dem frühen Tod seiner Frau heiratete er am 7. Oktober 1886 Ottilie Wilhelmine Ella Kaul (* 4. Dezember 1866). Das Paar hatte folgende Kinder:
- Tessmar Henning Wilhelm Theodor (* 12. Dezember 1890; † 17. April 1940), auf Vangerow
- Jochen Hugo Otto (* 18. Dezember 1891)